# Lithostege luminosata
Lithostege luminosata là một loài bướm đêm trong họ Geometridae.